# 金允侯
金允侯，13世紀中期高麗将领。
高麗高宗時，金允侯出家爲僧，住在白峴院。当时是蒙古帝国全盛期，1231年，蒙古攻打高麗国，包围首都開京，迫使高麗朝廷屈服。金允侯避亂逃到處仁城。1232年八月，蒙古元帥撒禮塔來攻處仁城，金允侯将他射殺。別将鉄哥率軍撤退。国王高宗嘉其功，升任他为上將軍。金允侯讓功于他人：「當戰之時，我没有弓箭，豈敢虛受重賞？」固辭不受，于是改任攝郎將。
金允侯後爲忠州山城防護別監，蒙古兵來包圍州城，持续七十餘日，糧儲将盡。金允侯鼓励士卒说：「若能效力，无论貴賤都任命官爵。」拿出官奴簿籍焚烧，又分與所獲牛馬。士卒都效死赴敵，击退蒙古兵。高丽朝廷以功拜金允侯为監門衛上將軍，其餘有軍功之人，至官奴、白丁，都加以賜爵。
忠州山城之战後，金允侯出爲東北面兵馬使。当时高麗国東北面已经被蒙古帝国控制，所以没有赴任。金允侯官至守司空、右僕射，最后致仕。